# ヘンリー・アランデル (第5代ウォードーのアランデル男爵)
第5代ウォードーのアランデル男爵ヘンリー・アランデル（英語: Henry Arundell, 5th Baron Arundell of Wardour、1659年以降 – 1726年4月20日）は、イングランド貴族。

## 生涯
第4代ウォードーのアランデル男爵トマス・アランデルとマーガレット・スペンサー（Margaret Spencer、1704年12月23日没、トマス・スペンサーの娘）の息子として生まれた。
1712年2月10日に父が死去すると、ウォードーのアランデル男爵の爵位を継承した。父と同じくカトリックだったため、審査法により貴族院議員に就任できなかった。また、ジャコバイトを支持した可能性が高いが、証拠はなかったという。
1715年7月27日にスパに行くためのパスポートを発給され、11月にパリに滞在したことが知られている上に1716年11月まで帰国しなかったため、1715年ジャコバイト蜂起に直接関与した可能性は低いという。
1720年頃には認知症を発症し、1726年4月20日にウォードー城で死去、5月2日にティスベリーで埋葬された。息子ヘンリーが爵位を継承した。

## 家族
1691年8月5日と9日の間にエリザベス・パントン（Elizabeth Panton、1700年5月9日没、トマス・パントンの娘）と結婚、2男1女をもうけた。
- エリザベス（1693年9月15日 – 1743年6月16日） - 1722年5月24日、第6代キャッスルヘイヴン伯爵ジェームズ・トゥチェットと結婚、子供あり
- ヘンリー（1694年 – 1746年） - 第6代ウォードーのアランデル男爵
- トマス（1696年 – 1752年4月6日） - アン・ミッチェル（Anne Mitchell、ジョン・ミッチェルの娘）と結婚